# Caloptilia sassafrasella
The Sassafras Caloptilia Moth (Caloptilia sassafrasella) là một loài bướm đêm thuộc họ Gracillariidae. Nó được tìm thấy ở Canada và Hoa Kỳ (bao gồm Connecticut, Florida, Georgia, Maine, Maryland, Missouri, Texas và Kentucky).
Sải cánh dài khoảng 11 mm.
Ấu trùng ăn Sassafras albidum, Sassafras officinale var. albidum và Sassafras sassafras. Chúng ăn lá nơi chúng làm tổ. Later instars are được tìm thấy ở a downward rolled leaf.